# Árainn Mhór
Árainn Mhór (en anglès Arranmore, que significa Gran cresta o potser ferro abundant) és una illa d'Irlanda, al comtat de Donegal, a la província de l'Ulster. Es troba a la Gaeltacht de Na Rosa. Tenia una població de 528 habitants el 2006, baixant a 543 el 2002, i més de 600 el 1996, dels quals el 62% són parlants nadius d'irlandès. No s'ha de confondre amb les illes Aran enfront de la badia de Galway o l'escocesa illa d'Arran). En irlandès l'illa va ser tradicionalment anomenada Árainn l'adjectiu mór (gran) va ser afegit de manera bastant recent. Va ser també anomenada Árainn Uí Dhomhnaill l'"Aran dels O'Donnells".

## Ubicació
L'illa queda a 5 km davant d'Ailt an Chorráin i s'arriba gràcies a dos serveis de ferri, un de convencional que acomoda fins a 96 passatgers a peu i tota mena de vehicles. Aquest viatge porta 15 minuts. En 2007, un servei ràpid de ferri va començar que pot cobrir el recorregut a l'illa en 5 minuts. Tots dos serveis funcionen diàriament tot l'any.

## Ocupació
La major part de la població viu al llarg de la costa meridional, i la protegida en comparació, costa oriental. La vila principal és An Leadhb Gharbh. Ha estat habitada des dels temps anteriors als celtes, i les poques restes que queden d'un assentament d'hora inclou un fort en un promontori i monticles de closques i petxines, al sud de l'illa. La seva posició prop de la zona d'embarqui del Atlántico era explotada, amb una estació de guardacostes i un far situat en el punt més nord-occidental, i un lloc de monitoratge de la Segona Guerra Mundial establert per buscar O-Boots.
La població permanent és de 528, però supera els mil en temporada d'estiu. Una gran proporció de les cases són de vacances, tant amb illencs nadius i els seus descendents.